# 1644 en musique classique
| \| • Retour à la chronologie générale de la musique classique • \| |
| Grèce • Rome • Haut Moyen Âge • VIIIe siècle • IXe siècle • Xe siècle • XIe siècle XIIe siècle • XIIIe siècle • XIVe siècle • XVe siècle • XVIe siècle • XVIIe siècle XVIIIe siècle • XIXe siècle • XXe siècle • XXIe siècle |
| • Retour à la chronologie générale de la musique classique • |

| Années en musique classique : 1641 - 1642 - 1643 - 1644 - 1645 - 1646 - 1647    |
| Décennies en musique classique : 1610 - 1620 - 1630 - 1640 - 1650 - 1660 - 1670 |

## Œuvres
- Der Fluyten Lust-hof, de Jacob van Eyck (premier ouvrage entièrement consacré au répertoire pour flûte à bec soprano solo).
- Symphoniæ, de Nicolaus à Kempis.

## Naissances

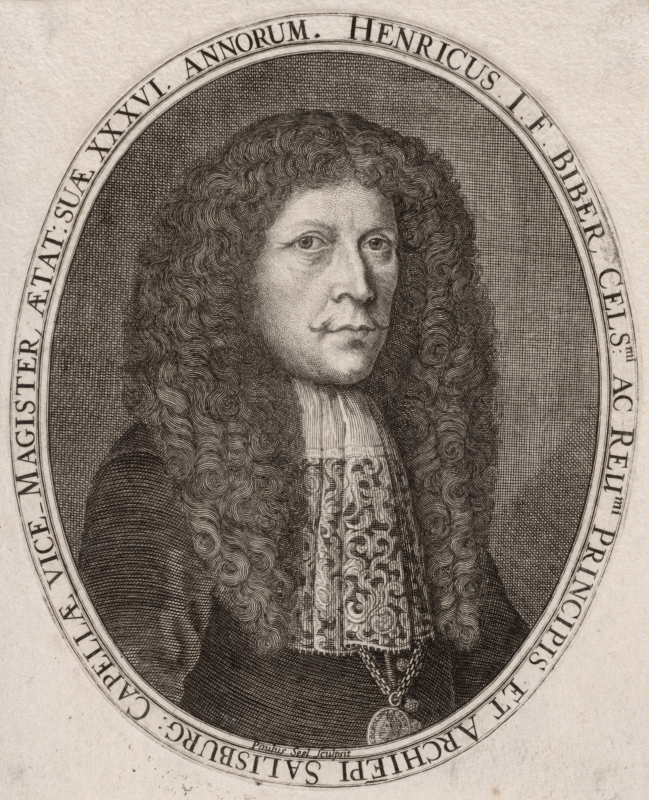
Heinrich Ignaz Franz Biber

Stradivarius

- 12 août : Heinrich Ignaz Franz Biber, violoniste et compositeur bohémien († 3 mai 1704).
- 6 septembre : Joan Cabanilles, organiste et compositeur espagnol († 29 avril 1712).
- 1er octobre : Jean Rousseau, gambiste et théoricien de la musique français († 1er juin 1699).

Date indéterminée :
- Maria Cattarina Calegari, compositrice, chanteuse, organiste et religieuse italienne  († après 1675)
- Dominique Clérambault, musicien, maître joueur instrumentiste français († 24 mai 1704).
- John Gostling, chanteur à voix de basse († 1733).
- Goffredo Cappa, luthier italien († 1717).
- Stradivarius, luthier italien († 18 décembre 1737).

Vers 1644 :
- Ignazio Albertini, violoniste et compositeur italien († 22 septembre 1685).

## Décès
- 23 octobre : Carlo Filago, organiste et compositeur italien (° 8 août 1589).

Date indéterminée :
- Joan Albert Ban, prêtre catholique, juriste, chanoine, compositeur et théoricien de la musique néerlandais (° vers 1597).

Après 1644 :
- Fabio Costantini, chanteur, compositeur et éditeur de musique italien (° vers 1575).